# دیوید لیورمور
دیوید لیورمور (انگلیسی: David Livermore؛ زادهٔ ۲۰ مهٔ ۱۹۸۰) بازیکن فوتبال اهل بریتانیا است.
از باشگاه‌هایی که در آن بازی کرده‌است می‌توان به باشگاه فوتبال آرسنال، باشگاه فوتبال هال سیتی، باشگاه فوتبال لیدز یونایتد، باشگاه فوتبال اولدهام اتلتیک، باشگاه فوتبال لوتون تاون، باشگاه فوتبال هیستون، باشگاه فوتبال میلوال، باشگاه فوتبال برایتون اند هوو آلبیون، و باشگاه فوتبال بارنت اشاره کرد.